# Четвёртая холерная пандемия
Четвертая холерная пандемия (также IV пандемия холеры, англ. fourth cholera pandemic) — очередное распространение холеры на большие расстояния от Индии. Предполагаемое место происхождения — дельта Ганга. Примечательна быстрым распространением болезни с помощью железных дорог и кораблей после открытия Суэцкого канала, который «обеспечил» курьерский быстрый провоз инфекции из Индии в Европу. Теперь холера проникала туда не за два-три года, а через несколько недель. Корабли, которые отплыли тогда из египетской Александрии, разнесли ее в порты Италии, Франции, Испании. Продолжалась в течение 1863—1875 годов.

## Распространение пандемии
На территорию Российской империи холера проникла в этот раз из Западной Европы. Тогда было замечено, что войска всегда позже жителей и в меньшей степени страдали от холеры. Если солдаты заболевали, то легче рядовых граждан болели холерой, и сравнительно меньше их умирало. Это неравенство следует приписать особенностям солдатской пищи, которая даже летом, с исчезновением запасов квашеной капусты и свёклы, имела всё-таки в основе кислый хлеб, квас и другие продукты, которые поддерживали в желудке преимущественно кислую реакцию пищевой смеси, которая губительно действует на холерные вибрионы.
Во время этой пандемии холера распространилась на Малороссию в августе 1865 года из Константинополя, сначала в Одессу, а с 1866 года — почти до всех общин Малороссии. В 1869—1870 годы заболевания холерой в Европе прекратилось, за исключением Российской империи. Наибольший её пик в Малороссии был в 1870 году, когда заболело 633 318 человек, а умерло 238 027, однако это не означает, что опубликованы действительно точные числа. Было много неучтённых больных и умерших среди бедняков. В Киеве, например, летом 1871 года за день умирало до 140 человек. В 1872 году за две недели умер 1151 житель города. Розыск, организованный военным губернатором, показал, что много горожан в пригородах или тайно сбрасывали трупы в Днепр, или прятали их в уединённых местах. Это происходило потому, что лечение было платным. Не во всех городах была бесплатная земская медицина. В том же Киеве, в частности, доступной для простого люда была одна лишь Кирилловская больница, да и то день пребывания в ней стоил 7 рублей 20 копеек, в то время, как ежедневная зарплата квалифицированного рабочего не превышала 2 рубля 50 копеек. Оставались немногочисленные заведения для паломников при монастырях и срочно переделанные под «складирование» холерных больных ночлежки для бедных, куда приносили десятки жителей города просто умирать.